# Kinetoskias oblongata
Kinetoskias oblongata är en mossdjursart som beskrevs av Liu 1982. Kinetoskias oblongata ingår i släktet Kinetoskias och familjen Bugulidae. Inga underarter finns listade i Catalogue of Life.